# Idaea algirica
Idaea algirica är en fjärilsart som beskrevs av Baker. Idaea algirica ingår i släktet Idaea och familjen mätare. Inga underarter finns listade i Catalogue of Life.